# Det Ægæiske Hav
Det Ægæiske hav eller Ægæerhavet (græsk: Αιγαίον Πέλαγος, Aigaion Pelagos) er den del af Middelhavet, der ligger mellem det græske fastland og Lilleasien. Mod syd afgrænses havet af øen Kreta. Havet rummer talrige øer og øgrupper, bl.a. Sporaderne, Kykladerne og de Dodekanesiske Øer.
Det dybeste sted i Det Ægæiske Hav er øst for Kreta, hvor dybden er målt til 3.544 meter. Havbunden består overvejende af limsten, der dog flere steder er ændret af vulkansk aktivitet, der har formet området inden for nyere geologisk tid.
Ægæerhavet var fødested for to af oldtidens store civilisationer: den minoiske på Kreta og den mykenske på Peloponnes. Senere udviklede bystaterne Athen og Sparta sig, og sammen med mange andre bystater udgjorde de Antikkens Grækenland. Senere magter i området var Perserriget, Romerriget, det Byzantinske Rige, Venedig, seldsjukkerne og Det Osmanniske Rige.